# Friedrich Kracht

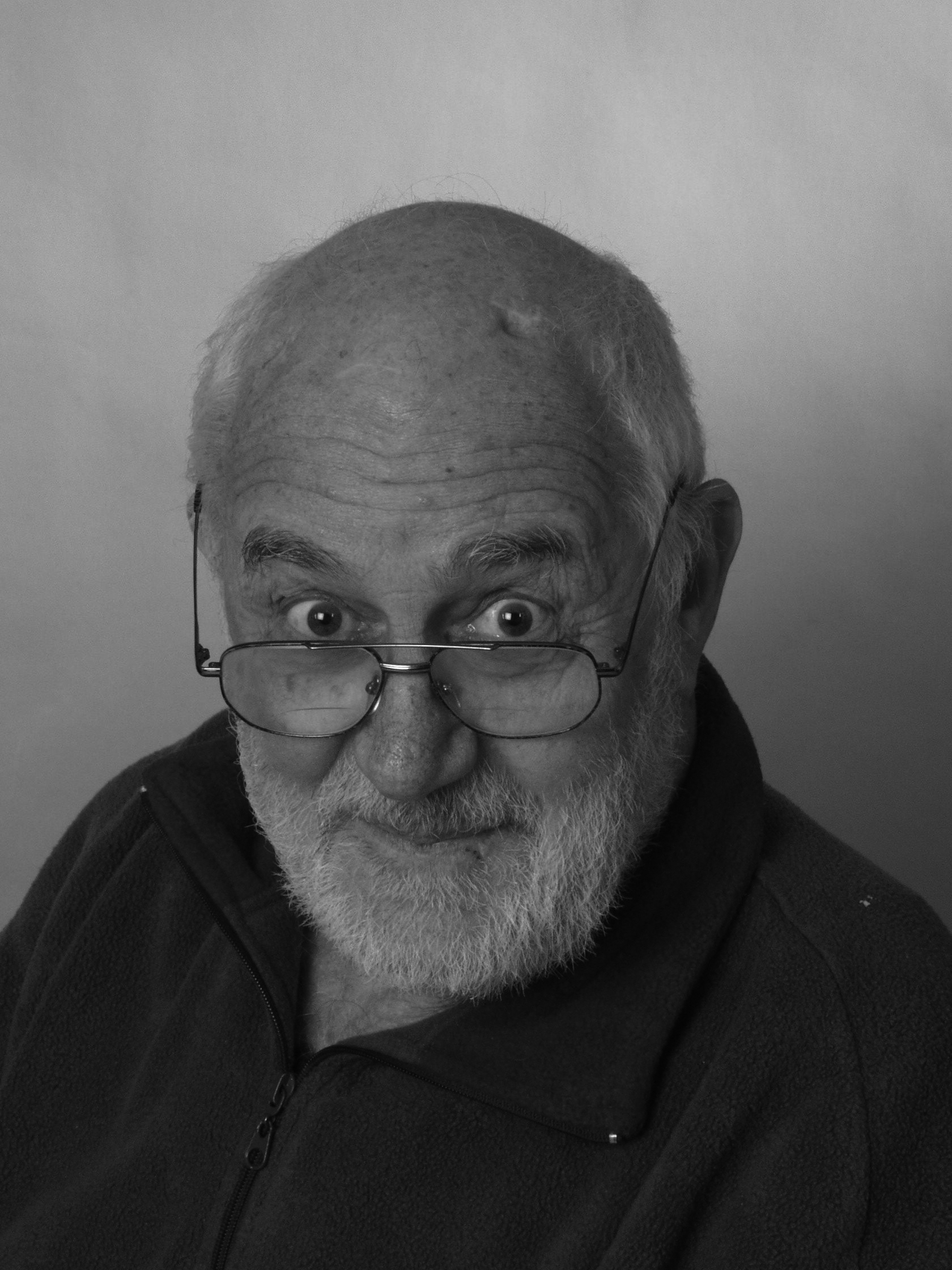
Friedrich Kracht

Friedrich Kracht (* 9. Juli 1925 in Bochum; † 17. November 2007 in Dresden) war ein deutscher Maler und Grafiker und ein bedeutender Vertreter der Konkreten Kunst.

## Ausbildung und Studium
Von 1940 bis 1943 absolvierte Kracht eine Bauzeichnerlehre. 1947 bis 1949 studierte er an der „Schule für Bildende und Angewandte Kunst Dortmund“ von Hans Tombrock. Als dieser 1949 an die Hochschule für Baukunst und bildende Künste in Weimar ging, folgte ihm Kracht und studierte von 1950 bis 1951 dort weiter. Als der Bereich Bildende Kunst in Weimar geschlossen wurde, ging er 1951 nach Dresden und beendete dort 1953 sein Studium bei Heinz Lohmar an der Hochschule für Bildende Künste Dresden.

## Baugebundene Arbeiten
Seit 1953 lebte Kracht als freischaffender Künstler in Dresden. Er wurde Mitglied im Verband Bildender Künstler und arbeitete im Bereich der Malerei und Grafik. Immer häufiger übernahm er auch baugebundene Arbeiten. 1954 bis 1960 unternahm er Studienreisen auf den Balkan, nach Italien, Frankreich, Spanien und Afrika. Es entstanden zahlreiche Reiseskizzen, vorwiegend mit Quellstift. Bei seiner Rückkehr wurde er wegen vermeintlich versuchter Republikflucht aus der SED ausgeschlossen.
1960 trat er in die Produktionsgenossenschaft Bildende Künstler „Kunst am Bau“ ein, die seit 1958 im Atelierhaus des Bildhauers Edmund Moeller arbeitete. Es entstanden Wandbilder und Strukturwände z. B. am Robotron-Gelände Pirnaischer Platz, am Hotel Newa in der Prager Straße und im Foyer des Neuen Rathauses Plauen (1976, ca. 250 Quadratmeter; mit Karl-Heinz Adler; 1987 verkleidet und bis 2024 saniert).
Gemeinsam mit Adler entwickelte er patentierte Verfahren zur Oberflächenbeschichtung von Beton. Mitte der 1960er Jahre entwickelte Kracht in Zusammenarbeit mit der Deutschen Bauakademie einen Typenkatalog für Kinderspielplatzgeräte, die prägend für die Spielplätze in der DDR wurden.

Seit 1965 arbeitete er zusammen mit Adler an der Entwicklung serieller Systeme für Strukturwände, Spielplatzgeräte, Pflanzschalen- und Brunnensysteme sowie Stadtmöblierungen. Für das serielle Betonformsteinsystem entstand 1973 ein Katalog. In der Folge kamen die Betonwände im gesamten Gebiet der DDR zum Einsatz. Eine wesentliche Arbeit war die Strukturwand am Tierpark Berlin. Um 1977 entwarf er mit Adler und Siegfried Schade eine Wandgestaltung in der Gedenkstätte Pirna-Sonnenstein (variables Schablonensystem, keramisches Granulat) und 1984/1985 mit Adler Treppenhausverkleidungen aus Betonformsteinen sowie die Natursteinwandverkleidung für die Neubauten der Bezirksbehörde der Deutschen Volkspolizei und der Bezirksverwaltung für Staatssicherheit in Leipzig. 1979 entwarf er die beiden Brunnen am Neustädter Markt in Dresden.

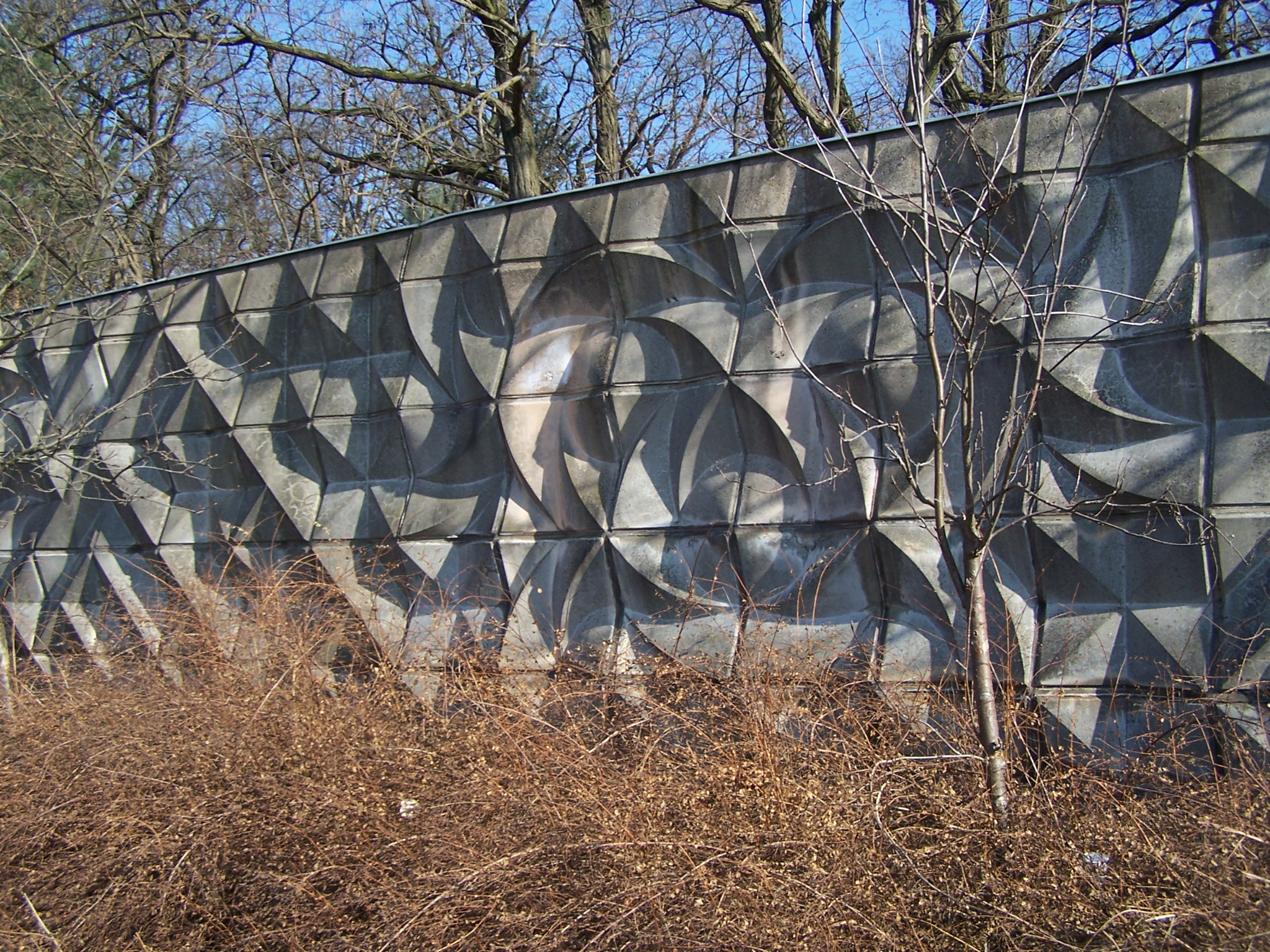
Formsteinwand am Tierpark Berlin
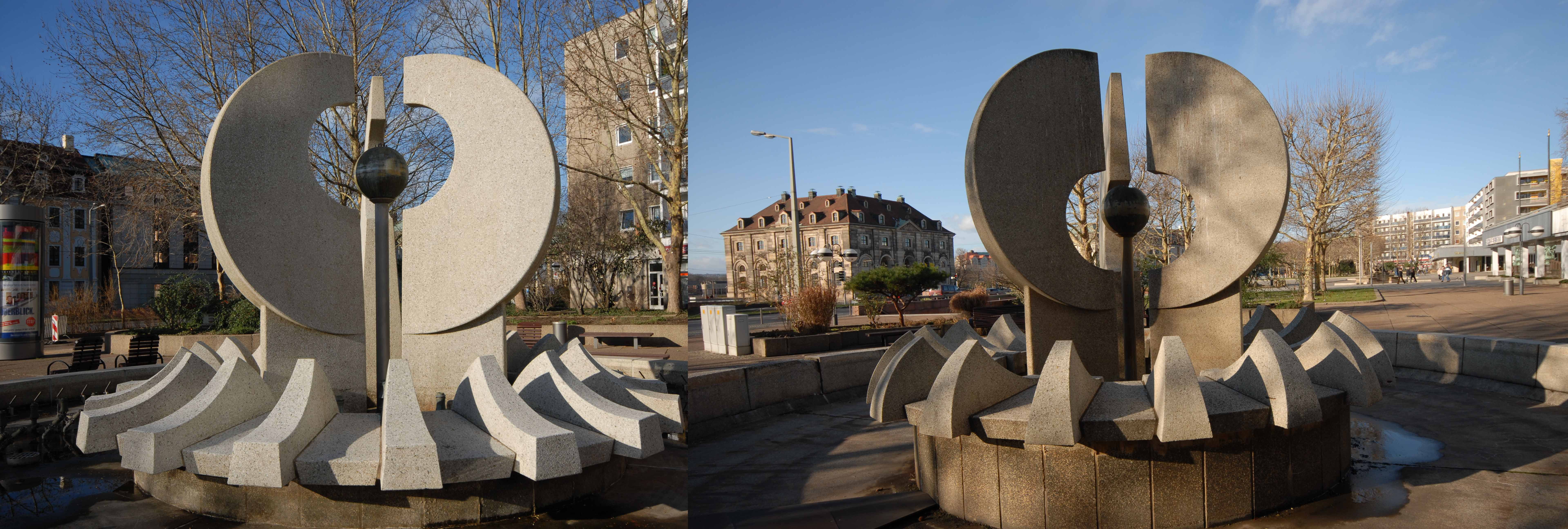
Brunnen am Neustädter Markt Dresden
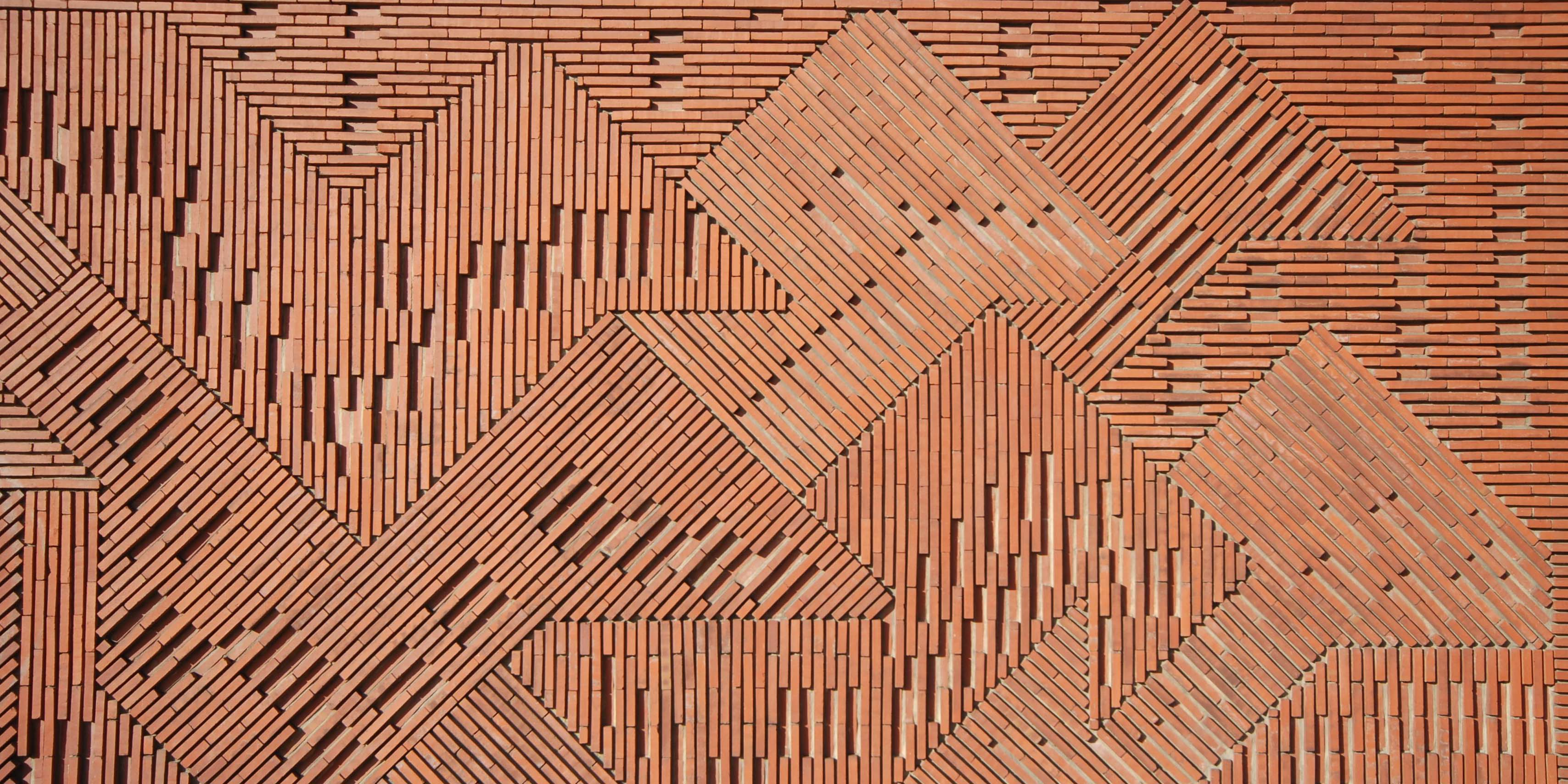
Wand an der Buchhandlung in der Rugestraße in Dresden
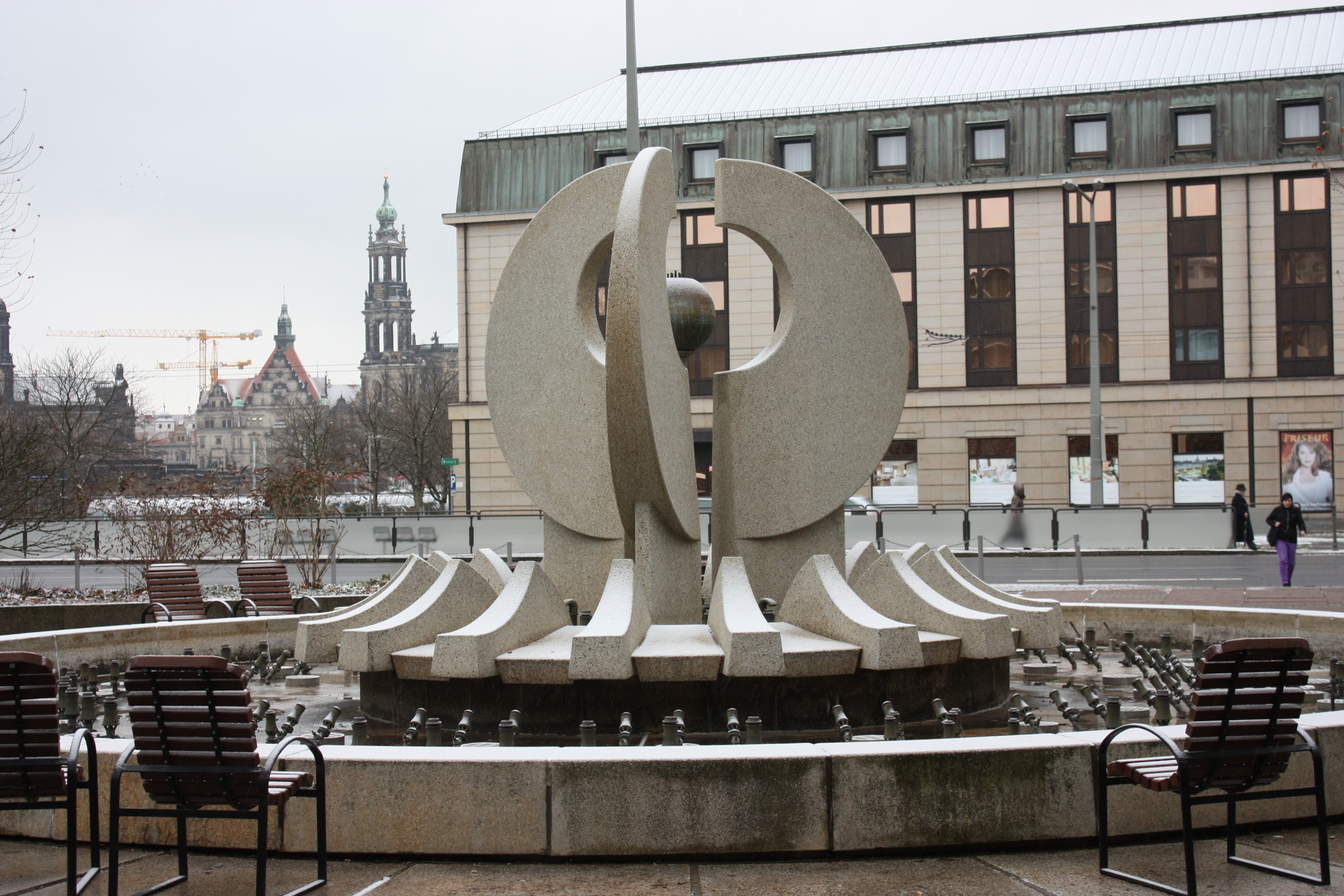
Brunnen auf dem Neustädter Markt

## Konkrete Kunst

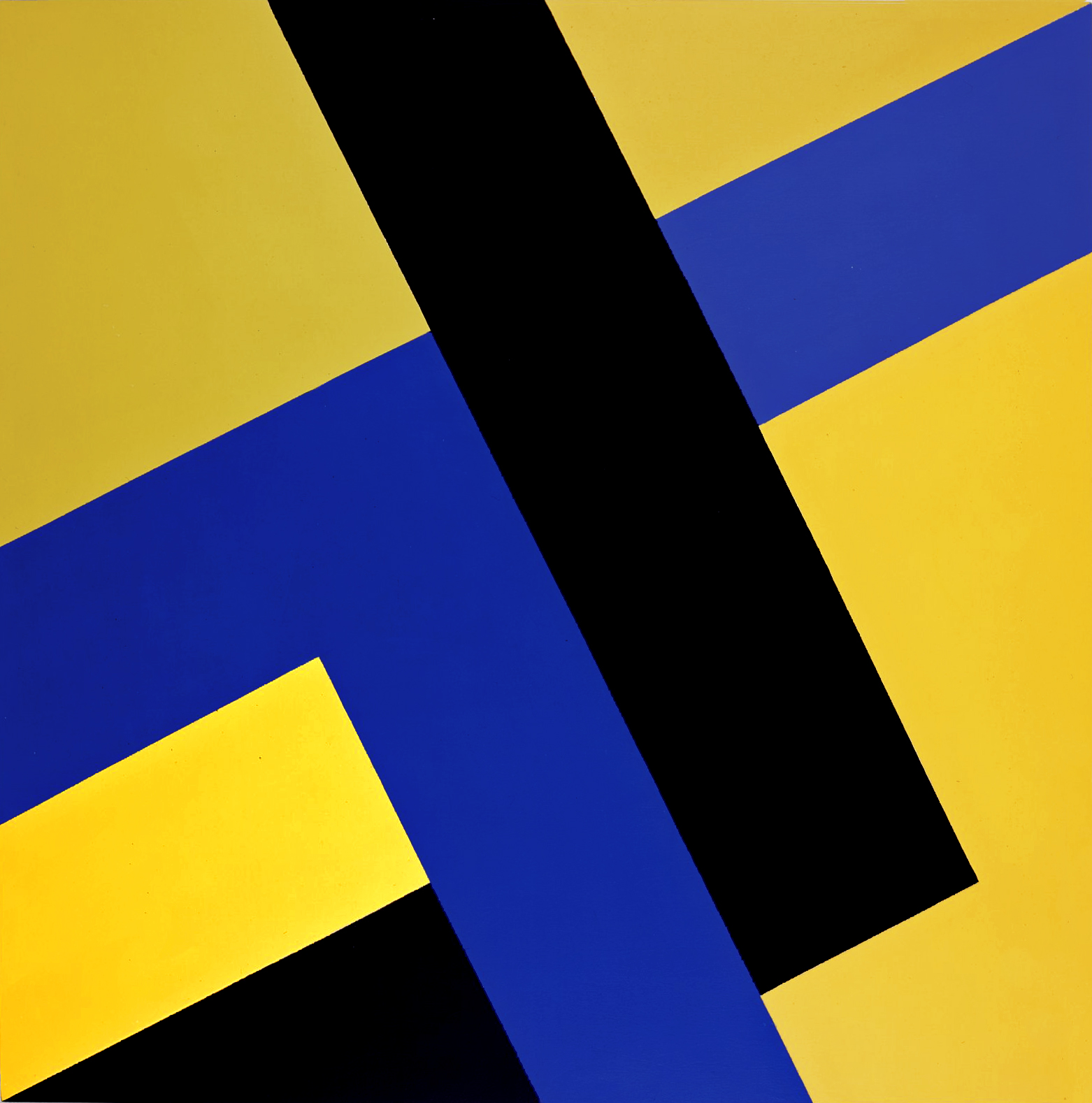
Elementekombination, 2000, Acryl

Nach seinem Studium schlug Kracht in seinen freien Arbeiten einen anderen Weg ein, als die Tombrocksche Schule vermittelt hatte. Inspiriert von den Ideen des Bauhauses entwickelte er eine der konkreten Kunst nahestehende Formensprache. Ab 1984 beteiligte sich Kracht an Ausstellungen zur konkreten Kunst (1984 Neue Dresdner Galerie, „Form, Farbe und Geometrie – Hermann Glöckner zum Geburtstag“; 1985 in der Clubgalerie August Bebel, Dresden; 1987 Galerie Thomaskirchhof, Leipzig; 1988 in Budapest „DDR – Konkret“). Seit 1988 war er an den Internationalen Symposien zur konkreten Kunst in Polen beteiligt.

„Gerade die scheinbare Klarheit der Struktur, der offensichtlich rational nachvollziehbare Bildaufbau suggeriert dem Betrachter eine Eindeutigkeit, eine Sicherheit über den dekorativen Charakter dieser Serien hinaus, die auch an Gestaltungsformen am Bau erinnern, dem sich der Künstler ja verpflichtet wusste. So sehr der strenge Bildaufbau, die Klarheit der Linien und Flächen, die mathematische Logik der Einzelheiten und die Leuchtkraft der bewusst gewählten Farben in den Bildern Friedrich Krachts eben den konstruktivistischen Kunststil betonen, wird bei längerem Hinsehen der analytische Blick, der der Konstruktion folgt, bei einer ganzen Reihe von Bildern irritiert, wird gegen den Versuch einer rationalen Durchdringung des Bildes eine paradoxe Seherfahrung gemacht.“

## Ausstellungen (unvollständig)

### Einzelausstellungen seit 1993
- 1993 Galerie am Blauen Wunder, Dresden
- 1995 Kulturetage Dresden-Prohlis
- 2000 Stadtarchiv Dresden, Produzentengalerie Kunen, Dülmen
- 2001 Kulturverein Zeche Lothringen, Bochum
- 2001 Galerie am Damm, Dresden
- 2005 Galerie Goller, Selb; Galerie Konkret, Dresden
- 2007 Hofmann und Partner, Meißen

Postum
- 2008 Universitätssammlungen Kunst + Technik Dresden
- 2008 Forum Konkrete Kunst Erfurt –  Peterskirche
- 2010 Galerie am Blauen Wunder Dresden; Kulturrathaus Dresden
- 2019 Friedrich Kracht und Nina Hank-Weise. Galerie EK der Fakultät Architektur, TU Dresden
- 2025 Leonhardi-Museum Dresden, Friedrich Kracht, Grafik, Malerei, Plastik[8]

### Ausstellungsbeteiligungen
- 1953, 1977/1978 und 1982/1983 Deutsche Kunstausstellung bzw. Kunstausstellung der DDR
- 1979 und 1985: Dresden, Bezirkskunstausstellung

#### Postum
- 2020 Contemporary Contemplations #6, Dresden, Galerie Ursula Walter[9], Dresden
- 2022 System und Revision[10] Galerie der Sammlungen und Kunstbesitz der TU Dresden
- 2023 Kunstspektrale[11] Schloss Königshain
- 2024 Umbrüche und Beständigkeit[12] Galerie der Sammlungen und Kunstbesitz der TU Dresden
- 2024 Zeigt Euch konkret[13] Schloss Wiligrad
- 2025  Friedrich Kracht zum 100., Galerie am Damm[14], Dresden